# Ardisia brassiella
Ardisia brassiella är en viveväxtart som beskrevs av Benjamin Clemens Masterman Stone. Ardisia brassiella ingår i släktet Ardisia och familjen viveväxter. Inga underarter finns listade i Catalogue of Life.